# Markus Rühl
Markus Rühl (22 de febrero de 1972 en Darmstadt, Alemania) es un fisicoculturista profesional de la IFBB. 
Su verdadera altura con exactitud es de 1,78 m con un peso en volumen de 150kg.

## Después de la lesión
En 1995, una vez recuperado de su lesión de hombro se presentó al Trofeo "Bachgau", en Babenhausen, en el que se coronó campeón. Una semana más tarde quedó segundo clasificado en el Grosser Preis de Hessen.
Después de siete años de duros entrenamientos, Markus ganó el campeonato de Hessen.
Era el año 1997 y una semana más tarde ganaría los nacionales alemanes, convirtiéndose de este modo en el primer alemán en recibir su carnet profesional. En el mismo momento de vencer, participó también en el Gran Premio alemán celebrado en Offenbach, pero debido a su juventud y a su falta de madurez muscular no pudo pasar de un muy respetable 10º puesto, por aquel entonces con 116 kg.

## Night of the Champions
A principios de 1998, Markus se somete a una estricta dieta para ganar volumen, ya que su intención era estar listo para la Night of the champions que se celebraría en Nueva York, con el apoyo y bajo la atenta mirada de su entrenador, Marc Arnold. 
Markus conseguía su objetivo y se presentó a la Night of the champions con un peso de 120 kg de masa muscular pero el nivel ese año fue muy alto y solo pudo quedar en un discreto 9º puesto, pero eso no lo desanimó, al contrario, le motivó más para ser mejor.

## El fantasma de la lesión
Con el cambio de milenio, Markus se preparaba con todas las ganas del mundo para la Night of the champions que ese año se celebraba en Toronto, pero un pinchazo en su hombro izquierdo del que había sido intervenido hacia ya unos años le hizo que tuviera que ser examinado por su médico. Éste le recomendó que se tomara de 4 a 6 semanas de descanso ya que el músculo estaba muy sobrecargado y corría el riesgo de volver a romperse, pero contrariamente a las recomendaciones del doctor, Markus siguió entrenado y dándolo todo en el gimnasio. El fantasma de la lesión planeaba por cada ejercicio que realizaba y en cada sesión de entreno. Pero finalmente no llegó a lesionarse y llegó la gran noche, pero Markus no estaba en su mejor forma y en la ronda de preselección Markus se quedó a las puertas. Una semana más tarde se presentó a la Night of the champions que se celebraba en Nueva York, en el "Beacon Theatre", y esta vez quedó segundo tras Jay Cutler. Tanto el público como Markus demostraron su descontento con esta decisión de los jueces del evento.

## El 7º en el Olimpo
"...El año 2000 estaba destinado a ser mi año... pero una vez más todo se volvió en contra..." recordaba Markus en una entrevista.
Markus tenía razón, todo apuntaba a que ese año podía ser el año Ruhl y alzarse con el título más prestigioso del fisicoculturismo " El Mr. Olimpia" ya que ese año Markus llegaba a la competición con unos monstruosos 127 kg de músculo y era el competidor más masivo y fuerte junto con Ronnie Coleman de toda la competición.
Después de la rondas preliminares llegó la ronda de prejuicio y las poses, y gracias a su buena forma física le auguraron un 5º puesto, eso significaba que entraba en la final y en la batalla por el título. Pero desafortunadamente, un mal arbitraje de los jueces le clasificaron en un más que respetable 7º puesto. 
A pesar de no haberse podido alzar con el título, Markus estaba satisfecho de estar en el top Ten de los gigantes del músculo y así se lo hizo saber a la crítica con una sonrisa, mostrando un buen sabor de boca. 
A su regreso a Alemania, Markus tuvo que ser hospitalizado debido a un desgarre interno en el ombligo, desgarre que se había producido durante el transcurso del campeonato, pero que había ocultado a su entrenador y a los suyos para no preocuparlos innecesariamente. Con la intervención estuvo hospitalizado un mes, cerrando así la temporada.

## La gran decepción en el Mr. Olympia
Markus decidió que ese año no competiría en el Night of the Champions de Nueva York, después de tres años seguidos intentándolo. Se quiso tomar un descanso de la "Night" para prepararse en cuerpo y alma para el Mr. Olimpia. Era el año 2001 y Markus iba a ir por todas, pero la diosa fortuna le volvía a dar la espalda y los jueces volvían a ensañarse con la "Bestia Germana". 
En 2009, Markus anuncia su retiro definitivo de la competición.
A pesar de ello, en la actualidad hace acto de presencia en ferias, seminarios y eventos.